# 1から始める梅沢由香里の碁
1から始める梅沢由香里の碁（いちからはじめるうめざわゆかりのご）は、NHK教育テレビジョンの趣味悠々で放送された全13回のテレビ番組である。

## 放送日
- 2004年4月7日 - 2004年6月30日
- 本放送：毎週水曜日 12:30 - 12:55
- 再放送：本放送日の 22:00 - 22:25

## 出演
- 講師：梅沢由香里（うめざわ ゆかり）
- 司会・生徒：加藤夏希（かとう なつき）、夏木ゆたか（なつき ゆたか）

## 内容
- 第1回：囲碁のルールは簡単！（2004年4月7日放送）
- 第2回：囲碁へのステップ6路盤で「石埋め碁」（2004年4月14日放送）
- 第3回：「石埋め碁」でゲーム！（2004年4月21日放送）
- 第4回：7路盤にステップアップ！（2004年4月28日放送）
- 第5回：7路盤で囲碁を始めよう！（2004年5月5日放送）
- 第6回：互先で打ってみよう（2004年5月12日放送）
- 第7回：ここが違う！「囲碁」（2004年5月19日放送）
- 第8回：9路盤にステップアップ！（2004年5月26日放送）
- 第9回：9路盤で対局（2004年6月2日放送）
- 第10回：13路盤で布石を体験しよう！（2004年6月9日放送）
- 第11回：13路盤で対局（2004年6月16日放送）
- 第12回：目標の19路盤にチャレンジ！（2004年6月23日放送）
- 第13回：念願の19路盤で対局（2004年6月30日放送）

## テキスト
- 日本放送協会・日本放送出版協会／編 『NHK趣味悠々 1から始める梅沢由香里の碁』 日本放送出版協会 ISBN 4-14-188380-8